# Tradic
El TRADIC en inglés: Transistorized DIgital Computer or TRansistorized Airborne DIgital Computer  fue el primer ordenador de la 2.ª generación de computadores elaborado en los Laboratorios Bell. Se fabricó en el año 1955 y se creó la primera unidad para la venta en 1958.
Estaba hecho de transistores de memoria de núcleo de ferrita. Documentos desclasificados de la CIA nombran a TRADIC como el primer computador transistorizado y operacional en 1954. TRADIC tenía entre 700 y 800 transistores y 10 000 diodos. 
Era capaz de ejecutar alrededor de un millón de operaciones lógicas por segundo. Para ese momento no llegaba a ser tan rápida como la Primera generación de computadoras (computadoras de tubo de vacío) pero se acercaba mucho a la velocidad de estos. Los datos para estos ordenadores eran suministrados por medio de cintas magnéticas y se utilizaba lenguajes simbólicos, tipo FORTRAN y COBOL. Lo mejor de todo era que requería menos de 100 W para funcionar lo cual era mucho más rentable que las computadoras de tubo de vacío.
- Datos: Q1428282